# Revue des Deux Mondes
Revue des Deux Mondes är en franskspråkig månatlig tidskrift, grundad år 1829. Tidskriftens huvudsakliga ämnen är litteratur, historia, konst och vetenskap. Den utges i Paris och dess chefredaktör sedan 2014 är journalisten Valerie Toranian. 
Tidskriften grundades av Prosper Mauroy och Pierre de Ségur-Dupeyron och utkom första gången den 1 augusti 1829. Under 1800-talet bidrog bland andra Albert de Broglie, François Guizot, Augustin Thierry, Ludovic Vitet, Paul-François Dubois, Charles-Augustin Sainte-Beuve, Gustave Planche och Jean-Jacques Ampère till tidskriften.